# Użytkowanie lasu
Użytkowanie lasu jest  działem, gałęzią gospodarki leśnej zajmującym się planowaniem i racjonalnym pobieraniem użytków leśnych w postaci:
- drewna w granicach nie przekraczających możliwości produkcyjnych lasu,
- produktów ubocznego użytkowania lasu w sposób zapewniający możliwość ich biologicznego odtwarzania, a także ochrony przyrody.

Użytkowanie lasu należy również rozpatrywać jako dyscyplinę naukową traktującą nie tylko o użytkach leśnych, ale i służącą zaspokajania potrzeb społecznych.
Użytkowanie lasu zajmuje się przede wszystkim sposobami i organizacją pozyskiwania drewna i innych płodów leśnych oraz narzędziami do tego służącymi, ich budową i techniką posługiwania się nimi. Podstawą do opanowania tej dziedziny wiedzy jest nauka o drewnie.
Ze względu na rodzaj użytków leśnych użytkowanie lasu dzieli się na:
- główne (dotyczące pozyskania i wykorzystania surowca drzewnego),
- uboczne (dotyczące pozyskania i wykorzystania innych użytków niedrzewnych, m.in. owoców, grzybów, żywicy).

W skład użytkowania lasu wchodzą takie dziedziny wiedzy jak:
- nauka o drewnie,
- pozyskiwanie drewna,
- planowanie cięć,
- szacunek brakarski,
- wniosek cięć,
- transport leśny,
- składnice drewna,
- konserwacja drewna w lesie i na składnicach,
- uboczne użytkowanie lasu,
- przerób drewna.